# Shantae
Shantae ist der Name einer Jump-’n’-Run-Spielereihe des amerikanischen Entwicklerstudios WayForward. Die im Cartoon-Stil gehaltenen Spiele drehen sich um die namensgebende Halb-Dschinn Shantae, die als Wächterin ihre Heimatstadt Scuttle Town vor den Bedrohungen verschiedener Bösewichter, allen voran der Piratin Risky Boots, beschützen muss.

## Geschichte
Die Figur der Shantae – eine sogenannten Halb-Dschinn und die Protagonistin der Serie – wurde von Erin Bozon während ihres Studiums der Animationskunst am California Institute of the Arts kreiert. Weite Teile des restlichen Designs stammen von ihrem Ehemann Matt Bozon, zu diesem Zeitpunkt ebenfalls Student am CalArts. Das Bild der Shantae war maßgeblich beeinflusst von der Hauptrolle in der TV-Serie Bezaubernde Jeannie. Weitere stilistische Einflüsse bildeten die japanischen Animeserien Nadia und Ranma ½, Filme von Hayao Miyazaki, in denen viele starke weibliche Charaktere im Vordergrund standen. Matt Bozon bezeichnete sich zudem als Fan von Cartoonserien der 1980er wie etwa DuckTales und Transformers, die ihn inspiriert hätten. Für das Spielprinzip benannte er Zelda 2, Mega Man und Castlevania 2: Simon’s Quest als Vorbilder, dazu aufgrund ihrer Animationsqualität verschiedene für den Neo Geo Pocket Color erschienene Prügelspiele wie Metal Slug.
Versuche des Ehepaars, bereits Mitte der 1990er im Umfeld der SNES-Entwicklerszene einen Interessenten für ihr Konzept zu finden, blieben erfolglos. Stattdessen nahmen die Eheleute Jobangebote des Entwicklerstudios WayForward an, das zu diesem Zeitpunkt keine eigenen Spielemarken entwickelte, sondern hauptsächlich Auftrags- und Lizenzarbeiten im Bereich der tragbaren Konsolen übernahm. 1994 erhielten sie von Unternehmensgründer Voldi Way die Erlaubnis zur Umsetzung ihres Konzepts für den Game Boy Color. Die Entwicklung musste parallel zu den Auftragsarbeiten erfolgen und dauerte dadurch rund acht Jahre. Die Finanzierung erfolgte jedoch vollständig aus eigenen Mitteln.
Die Suche nach einem Publisher für die Vermarktung erwies sich als schwierig. Grund waren u. a. die teuren Herstellungskosten, da das Spiel kostenintensive batteriegestützte 32-Megabit-Cartridges benötigte. Zudem waren viele Publisher nicht vom Konzept einer weiblichen Hauptfigur überzeugt. Mit Unterstützung der Geschäftsführung konnte schließlich Capcom als Publisher gewonnen werden. Capcom ließ insgesamt 20–25.000 Module des Spiels produzieren, die allesamt abverkauft wurden. Shantae erhielt positive Kritiken, insbesondere aus technischer Sicht, blieb jedoch lange Zeit ein Geheimtipp und wegen seiner niedrigen Auflage ein teuer gehandeltes Sammlerobjekt. Nach Meinung vieler Kritiker lag es daran, dass das Spiel noch für den Game Boy Color erschien, obwohl zum Zeitpunkt der Veröffentlichung des Spiels bereits die Nachfolgekonsole Game Boy Advance auf dem Markt war. Als weitere Gründe für die geringen Verkaufszahlen gelten das Fehlen einer bekannten Lizenz sowie eine nur unzureichend definierte Zielgruppe des Spiels. Entsprechend lange dauerte es, bis die Reihe fortgesetzt wurde. Ein ursprünglich geplanter Nachfolger für den Game Boy Advance fand trotz weit fortgeschrittener Entwicklung keinen Publisher und die Arbeit daran wurde daher eingestellt.
Mit Shantae: Risky’s Revenge erschien im Jahr 2010 exklusiv für Nintendo DSi ein neuer Teil, da man durch digitale Distribution nicht mehr auf einen Publisher für physische Versionen angewiesen war und den zweiten Ableger der Serie so ausschließlich digital anbieten konnte. Der dritte Teil Shantae and the Pirate's Curse war zunächst nur für den Nintendo 3DS geplant, erschien 2014 jedoch dann zeitgleich auch für die Wii U. 2013 gelang es WayForward für die Entwicklung von Shantae: Half-Genie Hero mit Hilfe eine Crowdfunding-Kampagne im Oktober 2013 mehr als 800.000 US-Dollar zu erlösen, bis August 2014 konnte diese Summe noch auf über 900.000 Dollar gesteigert werden. Inzwischen hatte die Serie internationale Bekanntheit erlangt, sodass Neuveröffentlichungen der bisherigen Spiele und des neuen Shantae: Half-Genie Hero (2016) sowie Shantae and the Seven Sirens auch auf Plattformen wie Steam, PlayStation 4 und Xbox One sowie später auf Nintendo Switch und PlayStation 5 erfolgten.
Die Shantae-Reihe ist die Flaggschiffserie von WayForward und Spiele des Franchises wurden seit dem Erstlingswerk bis Juni 2021 rund drei Millionen Spiele verkauft.
2023 kündigte Serienschöpfer Matt Bozon an, den zuvor unveröffentlichten Game-Boy-Advance-Teil im Jahre 2024 unter dem Namen Shantae Advance: Risky Revolution für Nintendo Switch, PlayStation 4, PlayStation 5 und PC zu veröffentlichen, aber dank des Publishers Limited Run nun auch neue Game-Boy-Advance-Module des Spiels in limitierter Auflage zu produzieren und zu verkaufen. Später wurde das Spiel auf das Jahr 2025 verschoben.

## Spiele
Nachfolgend eine Auflistung aller Spiele der Shantae-Reihe inklusive Erstveröffentlichungsjahr und Plattformen, für die das jeweilige Spiel erschienen ist:
| Jahr | Titel                             | Plattformen |
| ---- | --------------------------------- | --- |
| 2002 | Shantae                           | Game Boy Color, Nintendo Switch, PlayStation 4, PlayStation 5                                                          |
| 2010 | Shantae: Risky’s Revenge          | Nintendo DSi, iOS, Windows, PlayStation 4, Wii U, Nintendo Switch, Xbox One, Amazon Luna, Google Stadia, PlayStation 5 |
| 2014 | Shantae and the Pirate’s Curse    | Nintendo 3DS, Wii U, Windows, Amazon Fire TV, Xbox One, PlayStation 4, Nintendo Switch, Amazon Luna, PlayStation 5     |
| 2016 | Shantae: Half-Genie Hero          | Wii U, PlayStation 4, PlayStation Vita, Xbox One, Windows, Nintendo Switch, Amazon Luna, Google Stadia, PlayStation 5  |
| 2019 | Shantae and the Seven Sirens      | Apple Arcade, PlayStation 4, Xbox One, Windows, Nintendo Switch, PlayStation 5                                         |
| 2025 | Shantae Advance: Risky Revolution | Game Boy Advance, Nintendo Switch, PlayStation 4, PlayStation 5, Windows                                               |